# Familia Manu
Familia Manu e o familie fanariotă cu origine italiană din Sicilia, acolo familia Manu erau seniori de Coddia, Lazzarino și Cogonaro.  Familia ar descinde din Paolo Manu în secolul al X-lea. O parte a familiei a emigrad în Sardinia, unde locuiau ca baroni de Manno sau Manini. În 1400 Familia sau mutat în Constantinopol și fundară faburgul Galata. Familia Fanariotă Mano descinde din fiul lui ``il preveditore Mano``, care se convertise din Catolicism în patriarhia Greacă. Iacob Manu, savant din orașul Argos,  căruia Patriarhul îi decernă titlul de principe al filosofilor și din care descinde familia actuală. Iacob are un fiu, Mihail, care studiă medicina. Mihail are un fiu, tot Mihail sau Mihail-Zade, Iogofăt al patriarhiei Constantinopolului, care are 3 fii, pe Manole (ramura din Moldova), George (ramura din Muntenia) și Nicolae (ramura din Grecia).

## Ramura din Moldova
primul membru al familiei Manu în Moldova e Manole sau Manolaki, fiul lui Mihail-Zade, născut la Constantinopol în 1717. Mare Iogofăt se stabilește în Moldova în 1798. Se căsătorește cu Zafira Caragea și au 5 copii, dar dintre care 2 muriseră tineri. Cei 3 care au ajuns la maturitate sunt:
- Mihail (n.1748) Postelnic, are un fiu:
  - Alexandru
- Scarlat (n.1742-d.1809) sa stabilit în Moldova cu tatăl său în 1798. El are 16 copii:
  - Opt fete
  - trei băieți călugăriți, Ion, Anton (care sunt gemeni) și Grigore
  - Constantin Manu, supranumit Bondi (n.1777) era poet și avocat. Se căsătorește cu Ecaterina Cuzi. Are 3 copii, toți morți tineri.
  - Manolaki Manu, Hatman (1782-1841) se căsătorește cu Sultana Mavrogheny, fiica lui Nicolae Mavrogheni. Are doi fii:
    - Manole Manu, mare-Vornic (1815-1886) a fost aghiotantul lui Mihai Sturza. Are 4 copii:
      - 2 fete
      - Ioan Manu (n.1844) Comandant în războiul Ruso-Turc. Era căsătorit cu Smaranda Crețeanu.
      - Rodrig manu (n.1848-1897) căsătorit cu Maria Costaforu.

    - Savel Manu (1825-1904) a fost un Politician și Militant român. A fost căsătorit de trei ori și a avut 2 fete și un băiat:
      - Mihail (n.1884)

  - Dumitru Manu, Vornic, căsătorit cu Micleasca avu un fiu:
    - Petre Manu

  - Iordache Manu, Aga (1792-1836), are 4 copii, fără descedenți.
- Alexandru Manu, Iogofăt (1755-1811), căsătorit cu Raluca Ipsilanti, care murise, la casa lor din Constantinopol, incendiată în 1815 cu 6 dintre copii ei și toți nepoți ei.
  - Dumitru căsătorit cu Tarsița Plagino, toți cei 7 copii ai lui mor arși împreună cu bunica lor.
  - George Manu (1792-1868)
  - Constantin Manu
  - Ioan Manu (d.1869) a avut un fiu adoptat:
    - Alexandru, are un băiat:
      - Savel Manu.[3]

## Ramura din Muntenia
George, fiul lui Mihai-Zade Manu are 3 copii, pe Smaranda, Grigore Manu, Postelnic căsătorit cu Sevasta Hurmuzache și pe Mihail, însurat cu Smaranda Văcărescu. La 1779, Mihail se mută temporar în Moldova, ca Iogofăt a lui Constantin Moruzi, înainte să plece la Constantinopol la 1784. În 1786 el se reîntoarce în Muntenia definitiv. El are 12 copii:
- Constantin, Postelnic (1799-1834) fără copii
- Gheorghe, major cu c. Ana Herescu și MariaVilara
- Ioan Manu (1803-1874) c. Ana Ghika (cei doi au fost întemeietori ramurei budeștene a familiei Manu), a avut 6 băieți:
  - Alexandru Manu
  - Constantin, perfect, senator
    - Constantin
    - Ioan

  - Dumitru
  - Ioan
  - Mihail
  - Generalul Gheorghe Manu c.Alexandrina Cantacuzino are fii pe:
    - Constantin
    - Ion Manu, jurist, deținătorul Casei Manu-Auschnitt.
    - George Manu
- Nicolae Manu, Vornic, c. Maria Grădișteanu are 3 băieți:
  - Grigore  fost director al regiei Statului, al minist. de Finance, senator, etc. Căsătorit cu Sultana născută Cretzulescu.
  - Ion fost căpitan în Infanterie, (1844-1880). Căsătorit cu Maria Bâscoveanu (div), având 2 fii: 
    - Mihail, oficer,
    - Ioan.

  - Nicolae fost magistrat, prefect de Argeș, și de Mehedinți.[3]

## Ramura din Grecia
Nicolae, fiul lui Mihail-Zade se căsătorește cu Eufrosina Ghica, sora lui, Zoe se căsătorește cu Grigore II Ghica. Nicolae are un fiu:
- Dimitrie (m.1828), caimacam în Moldova în 1821. Are un fiu:
- Constantin (1785-1835), care-l are pe:
- Thrasyvoulos Manu(1835-1922), care are un fiu:
- Petru (1871-1918), iar Petru are o fiică pe:
- Aspasia Manos(1896-1972), soția regelui Greciei, Alexandru I.[4]